# Armand-Marie-Vincent-Joseph Renier
Armand-Marie-Vincent-Joseph Renier (26 de junio de 1876 - 1951 ) fue un geólogo, y botánico especialista en fósiles, de origen belga. Director del "Servicio Geológico de Bélgica".

## Algunas publicaciones
- 1949.  Robert de Limbourg (1731-1792). Revue des questions scientifiques: 65-86

- 1951. Notes Sur la Flore Des Couches de la Lukuga de la Région de Walikale, Kivu. [Résultats scientifiques de la Mission géologique du Comité National du Kivu. fasc. 3.] 11 pp.

### Libros
- 1907. Palaeobotany - Belgium - Collection Papers. Con Charles Alfred Gilkinet, Pierre Marty

- 1938.  Echelles stratigraphiques des gisements houillers de Belgique et des régions voisines. Ed. Patrimoine du Musée Royal d'Histoire Naturelle de Belgique

- 1946.  Les contributions de Robert de Limbourg (1731-1792) à l'étude du Quaternaire de l'Est de la Belgique. La geología reciente de la tierra en Europa occidental, sesión extraordinaria de las Sociedades Belgas de Geología, 19-26 de septiembre de 1946): 420-451

- 1948.  A propos du début des études géologiques en Belgique : l'influence de Robert de Limbourg (1731-1792) sur ses contemporains et ses successeurs. Ed. Bruselas : Palais des Académies

## Honores

### Eponimia
Mineral
- Renierita[2]

Vegetal
- (Fabaceae) Crotalaria renieriana R.Wilczek[3]

- (Rutaceae) Vepris renieri (G.C.C.Gilbert) Mziray[4]
- La abreviatura «Renier» se emplea para indicar a Armand-Marie-Vincent-Joseph Renier como autoridad en la descripción y clasificación científica de los vegetales.[5]